# إنتر ميلان موسم 2015–16
كان موسم 2015–16 هو الموسم الـ107 في تاريخ نادي إنتر ميلان لكرة القدم والموسم الـ100 على التوالي في دوري الدرجة الأولى الإيطالي لكرة القدم.